# Feria de Tlalminulpa

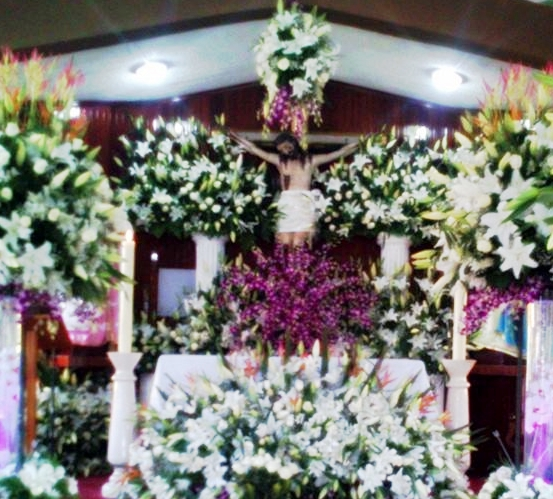
Capilla de Tlalminulpa Hidalgo

La Feria de Tlalminulpa o Feria de la Preciosa Sangre de Cristo, se realiza en el Barrio de Tlalminulpa, municipio de Atitalaquia,Hidalgo, el día 6 de agosto de cada año, y es considerada una de las ferias más representativas de la región.
Es muy relevante para los habitantes de esa comunidad, de tal manera que llegan a detener las actividades productivas y se dedican a preparar tamales y comida, los cuales reparten después de los eventos religiosos.

## Historia
Los antecesores de los habitantes de este pueblo, llamado anteriormente San Juanico, realizan este festejo para agradecer a la imagen de un Cristo, el cual aseguran que se recuperó después de haber permanecido oculto en bóvedas durante la guerra cristera
Se dice que esta celebración tiene más de cincuenta años de realizarse y constituye el acto de fe más importante en la comunidad pues los une y ellos aportan de manera económica para su realización.

## Actividades

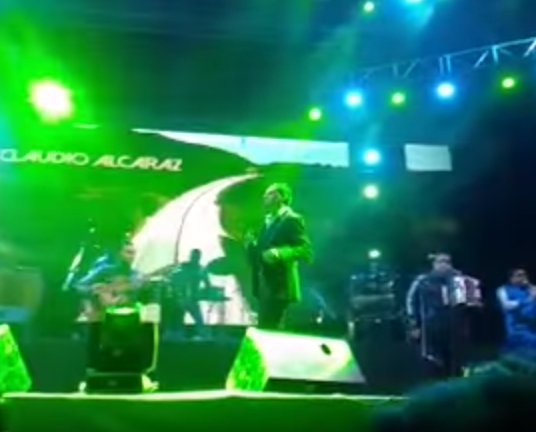
Claudio Alcaraz cantando "Perdóname" en Feria de Tlalminulpa 2015

Los preparativos para la fiesta tienen inicio medio año antes de la celebración, los colonos realizan aportaciones para llevar en buen término los festejos.
Desde el mes de febrero, las familias que lo soliciten, reciben en sus casas a la imagen religiosa para rezar un rosario por las peticiones de esa familia, esta actividad termina el día 6 de agosto con una procesión. 
Algunos habitantes de la comunidad donan arreglos florales para adornar la capilla, y otros elaboran con semillas una portada para la entrada de la capilla. 

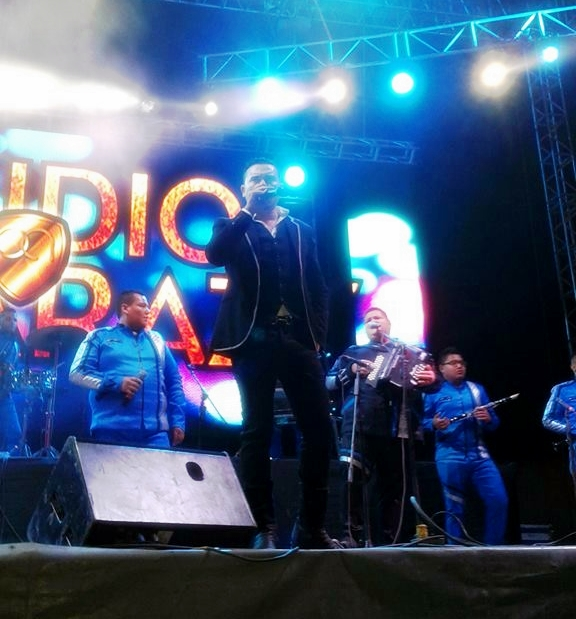
Claudio Alcaraz en Tlalminulpa

Eventos religiosos:   Misa,  Novenario,  Procesiones,  Mañanitas,  Rosario,  Danza.

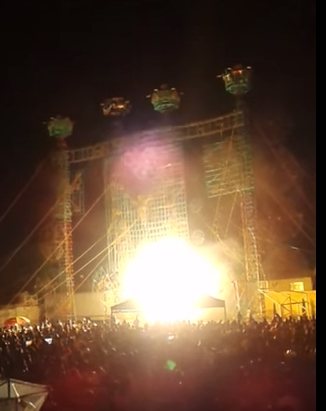
Quema del castillo en la Feria de Tlalminulpa 2015

Eventos Culturales y otros: Coronación de la Reina del pueblo, Jaripeo, Charreadas, Toros, Juegos Mecánicos, Antojitos Mexicanos, Antojitos típicos del pueblo, Puestos de Vendimia, pirotecnia y Quema de castillo, bandas musicales, mariachi, bailes masivos. 
Eventos Deportivos: Torneo de Fútbol

## Otros datos
Los organizadores de la feria aseguran haber acudido en varias ocasiones ante instancias del Gobierno del Estado, con la intención de promover la feria que es generadora de turismo, recibir asesoría y gestionar la presentación de expresiones artísticas.